# Szewiit (Miszna)
Szewiit (hebr. שביעית; pol. siódmy) – nazwa piątego traktatu Miszny w porządku Zeraim. Zajmuje się tematyką roku szabatowego.

## Pochodzenie biblijne
Przepisy zawarte w tym traktacie mają źródło w następujących prawach Tory:
Księga Wyjścia 23,10-11:

Przez sześć lat będziesz siał i zbierał plony na swojej ziemi, ale w siódmym roku pozostawisz ją odłogiem, aby odpoczęła. Ubodzy twojego ludu pożywią się z niej, a co pozostanie, niech zjedzą dzikie zwierzęta. Dotyczy to również twoich winnic i sadów oliwnych.

Księga Kapłańska 25,2-7:

Powiedz Izraelitom: "Gdy wejdziecie do ziemi, którą wam daję, to także ta ziemia będzie obchodzić szabat  na cześć PANA. Sześć lat będziesz obsiewał swoje pole, sześć lat będziesz też obcinał swoją winnicę i zbierał jej owoce, lecz w siódmym roku będzie uroczysty szabat dla ziemi, szabat na cześć PANA. W tym roku nie będziesz siał ani obcinał winnicy. Nie będziesz również żął zboża, które samo wyrośnie po twoich żniwach, ani zrywał winogron z nieprzycinanych krzewów. To ma być rok całkowitego odpoczynku dla ziemi. Mimo szabatu ziemia da wam pokarm: da go tobie, twojemu słudze, służącej, najemnikowi i przybyszowi, a więc tym, którzy mieszkają u ciebie. Także dla twojego bydła i innych zwierząt w kraju pokarmem będzie to, co urodzi ziemia".

Księga Powtórzonego Prawa 15,1-3:

Przy końcu siódmego roku zarządzisz darowanie długów. Oto prawo darowania długów: każdy wierzyciel daruje pożyczkę, której udzielił bliźniemu.  Nie będzie domagał się jej zwrotu od bliźniego, swojego brata,  ponieważ ogłoszono darowanie długów na cześć PANA. Od cudzoziemca możesz żądać jej zwrotu, ale twojemu bratu darujesz swoją należność.

Księga Powtórzonego Prawa 15,9-10:

Uważaj jednak, by nie zrodziła się w twoim sercu  niegodziwa myśl: «Zbliża się siódmy rok, rok darowania długów». Gdybyś złym okiem spojrzał na ubogiego brata i nie dał mu niczego, wtedy obciążyłbyś się grzechem,  bo on by się skarżył na ciebie przed PANEM. Obdaruj go szczodrze, a gdy będziesz dawał, nie czyń tego z niechęcią, gdyż PAN, twój Bóg, pobłogosławi ci za to w każdej pracy i w każdym przedsięwzięciu.

## Struktura
Traktat ten pojawia się również w Tosefcie i Talmudzie jerozolimskim. Tematyka skupia się na zakazie uprawy ziemi w roku szabatowym oraz nakazuje poświęcenie produktu ziemi i darowania długów.

## Streszczenie
Traktat ten podzielony jest na dziesięć rozdziałów. Treść ich przedstawia się następująco:
- Rozdziały 1-2 omawiają zakres prac, które należy wykonać przed nastaniem roku szabatowego.
- Rozdziały 3-4 wymieniają prace, które można wykonywać w czasie roku szabatowego.
- Rozdział 5 konkretyzuje co należy robić z niektórymi owocami oraz jak należy korzystać z narzędzi rolniczych w czasie roku szabatowego.
- Rozdział 6 traktuje o różnicach w prawie roku szabatowego w zależności od regionu.
- Rozdziały 7-9 podają jakie rośliny podlegają prawu roku szabatowego oraz co należy z nimi robić.
- Rozdział 10 porusza zagadnienie darowania długów, prawa prozbul oraz prawa biur.